# Lard (groupe)
Pour les articles homonymes, voir Lard (homonymie).
Lard est un groupe de punk rock et metal industriel américain, originaire de Chicago, dans l'Illinois. Il s'agit de l'un des nombreux projets parallèles fondés par des membres de Ministry, en l'occurrence Al Jourgensen et Paul Barker. Le groupe était mené par Jello Biafra, chanteur engagé des Dead Kennedys, complété par le batteur Jeff Ward. Le groupe a également fait de nombreuses apparitions sur des compilations.

## Biographie
Lard est formé en 1988 comme projets parallèles de Jello Biafra (chant), Al Jourgensen (guitare), Paul Barker (basse), et Jeff Ward (en) (batterie),. Biafra est mieux connu comme l'ancien chanteur du groupe punk Dead Kennedys. Jourgensen est fondateur et membre constant du groupe de metal industriel Ministry, dans lequel Barker est membre entre 1986 et 2004, et Ward une fois membre de tournée.

## Discographie
- 1989 : The Power of Lard
- 1990 : I Am Your Clock (EP)
- 1990 : The Last Temptation of Reid
- 1997 : Pure Chewing Satisfaction
- 2000 : 70's Rock Must Die (EP)